# Међународни ромски фестивал „Каморо”
Међународни ромски фестивал „Каморо” је међународни ромски фестивал који се одржава сваке године у Прагу од 1999. Спада у најпрестижније ромске пројекте на међународном нивоу у којима наступају познати међународни ромски музичари. Петодневни фестивал се одржава у мају на улицама Прага и у градским клубовима. Подељен је у три секције: стручна секција која обухвата семинаре, секција за културу која се састоји од музике, плеса и парада и секција за медије која пружа информације о фестивалу. Фестивал годишње посети око 10.000 људи из Чешке и иностранства.

## Историја
Међународни ромски фестивал „Каморо” је основан 1999. године под покровитељством удружења грађана Слово 21 и Студио продукције Сага са циљем стварања професионалне културне манифестације од међународног значаја и представљања ромске уметности која утиче на суживот Рома и Чеха. Фестивал се одржава једном годишње последње недеље маја. За двадесет година постојања броји преко 150.000 посетилаца, 160 наступа музичких група из више од четрдесет држава, реализацију више десетина стручних семинара и конференција, десетине изложби ромске уметности, десетине пројекција филмова на ромску тему и око педесет акредитованих новинара годишње. Фестивал јавно подржавају Вацлав Хавел, Либуша Бенешова, Павел Бем, Михал Коцаб, Мирек Тополанек, Павел Достал и Адриана Крначова, а редовно га посећују Тереза Максова, Вера Била, Војтјех Дајк, Јан Цина, Татана Кухаржова, Тоња Грејвс, Османи Лафита, Ема Сметана, Радек Банга, Јан Бендиг и остали.